# Celmar
Celmar S.A. Indústria de Celulose e Papel foi uma empresa brasileira de celulose, fabricante de eucalipto. A empresa era localizada em Imperatriz, no Maranhão. O projeto Celmar foi iniciado em 1992 e era um empreendimento formado entre a Risipar, um consórcio formando por Papel Simão e Ripasa (55%), Companhia Vale do Rio Doce (30%) e a japonesa Nissho Iwai (15%). Em 2003, a Vale incorporou a Celmar.